# ムアンペッチャブーン郡
座標: 北緯16度26分35秒 東経101度8分57秒 / 北緯16.44306度 東経101.14917度
ムアンペッチャブーン郡（ムアンペッチャブーンぐん）はタイ北部・ペッチャブーン県にある郡（アムプー）である。ペッチャブーン県の県庁所在地（ムアン）でもある。

## 名称
ペッチャブーンとは「ダイアに満ちている」という意味である。

## 歴史
ペッチャブーンとは前衛都市として古く、スコータイ時代の遺跡がある。ダムロン親王はペッチャブーン市内のパーサック川沿いに、要塞の跡を発見している。また旧市街には重要な都市であったことを示すものとしてワット・マハータートが建設されている。
1899年、チャクリー改革時ペッチャブーン市はロムサックと合併し、モントン・ペッチャブーンとなった。1904年にはモントン・ペッチャブーンはモントン・ピッサヌロークと合併したが、1907年に再び分離。1915年モントン・ペッチャブーンはペッチャブーン県として独立し、それに伴いペッチャブーン市もその県庁所在地となった。
1944年、時の首相、ピブーンソンクラームはペッチャブーンをナコーンバーンペッチャブーン (นครบาลเพชรบูรณ์) と改称し遷都する法案を議会に提出。これは否決され、ピブーンの解任につながった。

## 地理
市はパーサック川の形成した平地にあり、東西を山岳地帯に囲まれている。東の山岳地帯にはターモーク国立公園が広がる。
交通は南北に国道21号線があり北にロムサック、南にサラブリー方面と通じている。また西に国道113号線が通っており、ピチット方面と通じている。

## 経済
郡内の主な産業は農業であり、トウモロコシ、タマリンド、タバコなどが生産されている。

## 行政区分
市内には17のタムボンがあり、さらにその下位に203の村（ムーバーン）がある。自治体（テーサバーン）が設置されており以下のようになっている。
- テーサバーンムアン・ペッチャブーン・・・タムボン・ナイムアン全体
- テーサバーンタムボン・ターポン・・・タムボン・ターポンの一部
- テーサバーンタムボン・ワンチョムプー・・・タムボン・ワンチョムプーの一部

また、郡内には16のタムボン自治体が設置されている。以下は市内のタムボンの一覧である。
1. タムボン・ナイムアン・・・ตำบลในเมือง
2. タムボン・タボ・・・ตำบลตะเบาะ
3. タムボン・バーントーク・・・ตำบลบ้านโตก
4. タムボン・サディエン・・・ตำบลสะเดียง
5. タムボン・パーラオ・・・ตำบลป่าเลา
6. タムボン・ナーグワ・・・ตำบลนางั่ว
7. タムボン・ターポン・・・ตำบลท่าพล
8. タムボン・ドンムーンレック・・・ตำบลดงมูลเหล็ก
9. タムボン・バーンコーク・・・ตำบลบ้านโคก
10. タムボン・チョーンプライ・・・ตำบลชอนไพร
11. タムボン・ナーパー・・・ตำบลนาป่า
12. タムボン・ナーヨム・・・ตำบลนายม
13. タムボン・ワンチョムプー・・・ตำบลวังชมภู
14. タムボン・ナムローン・・・ตำบลน้ำร้อน
15. タムボン・フワイサケー・・・ตำบลห้วยสะแก
16. タムボン・フワイサケー・・・ตำบลห้วยใหญ่
17. タムボン・ラウィン・・・ตำบลระวิง